# سوني إكسبيريا إكس
سوني إكسبيريا إكس (بالإنجليزية: Sony Xperia X)‏ هو هاتف ذكي يعمل بنظام أندرويد من إنتاج شركة سوني موبايل كوميونيكيشنز، تم الإعلان عنه في فبراير 2016.

## المواصفات

### التصميم
ابعاد الهاتف 142.7x69.4x7.9 mm ووزن الهاتف 153 جم، جسم الهاتف من المعدن .

### الشاشة
شاشة الجهاز هي شاشة لمس بقياس 5 إنش تدعم تقنية اللمس المتعدد، ودقة عرضها هي 1080×1920 بكسل (Full HD)؛ وكثافة الشاشة تساوي 441 بكسل في الإنش الوحد تقريبًا، كما أنها مغلفة بطبقة زجاجية مقاومة للخدش.

### المعالجة ونظام التشغيل والذاكرة
نظام تشغيل الجهاز هو أندرويد من الإصدار السادس، أما من ناحية المعالجة فللجهاز معالجان: الأول من نوع كوالكوم MSM8956 سنابدراغون 650 ثنائي النوى بسرعة 1.8 غيغاهرتز، والمعالج الثاني من نفس النوع وبسرعة 1.4 غيغاهرتز رباعي النوى، ومعالج الرسوميات في الجهاز هو أدرينو 510. أما ذاكرة الرام فبسعة 3 غيغابايت، والذاكرة الداخلية بسعة 32 أو 64 غيغابايت، ويستطيع الجهاز استقبال ذاكرة خارجية بسعة 200 غيغابايت.

### الكاميرا
الكاميرا الخلفية للجهاز بدقة 23 ميغابكسل مع فلاش LED وميزة تحديد الوجه، كما أن فيها مزايا التركيز الآلي والتصوير البانورامي والتركيز باللمس، ودقة تصوير الفيديو هي 1080 بكسل (Full HD). أما الكاميرا الأمامي فبدقة 13 ميغابكسل ودقة التصوير فيها 1080 بكسل.

### الوسائط
نظام الوسائط في الجهاز هو Android media player، ويستطيع الجهاز تشغيل ملفات بصيغة إم بي 3 وMP4 وWAV. ويستطيع الجهاز تسجيل الأصوات وتشغيل راديو إف إم، ولدى الجهاز أيضًا سماعات ستيريو ومدخل سماعة الرأس لديه بقطر 3.5 مليمتر.

### الاتصال
جيل الاتصالات في الجهاز هو الجيل الرابع، ويحمل تقنية الواي-فاي بصيغ a/b/g/n/ac، ولدى الجهاز بلوتوث ومدخل يو إس بي من الإصدار الثاني.